# Nejlepší sportovec Evropy
Nejlepší sportovec Evropy (v originále European Sportsperson of the Year) je sportovní ocenění udělované od roku 1958 polskou tiskovou agenturou PAP. Na hlasování se podílí celkově 27 evropských tiskových kanceláří, včetně PAP. Česko zastupuje ČTK.
Nejvíckrát toto ocenění získal švýcarský tenista Roger Federer, k roku 2020 zatím pětkrát. V roce 2023 jeho bilanci vyrovnal Novak Djoković. Vyhlášení se koná obvykle 26. prosince daného roku, zatím se uskutečnilo 67×. K roku 2024 zvítězil 50× muž a 18× žena. Nejúspěšnějším sportem je lehká atletika se 24 držiteli ocenění.
Vyšší počet osob než ročníků je způsobený vyhlášením dvou vítězů za rok 2005, kdy kromě Federera zvítězila i ruská skokanka o tyči Jelena Isinbajevová.

## Vícenásobní vítězové

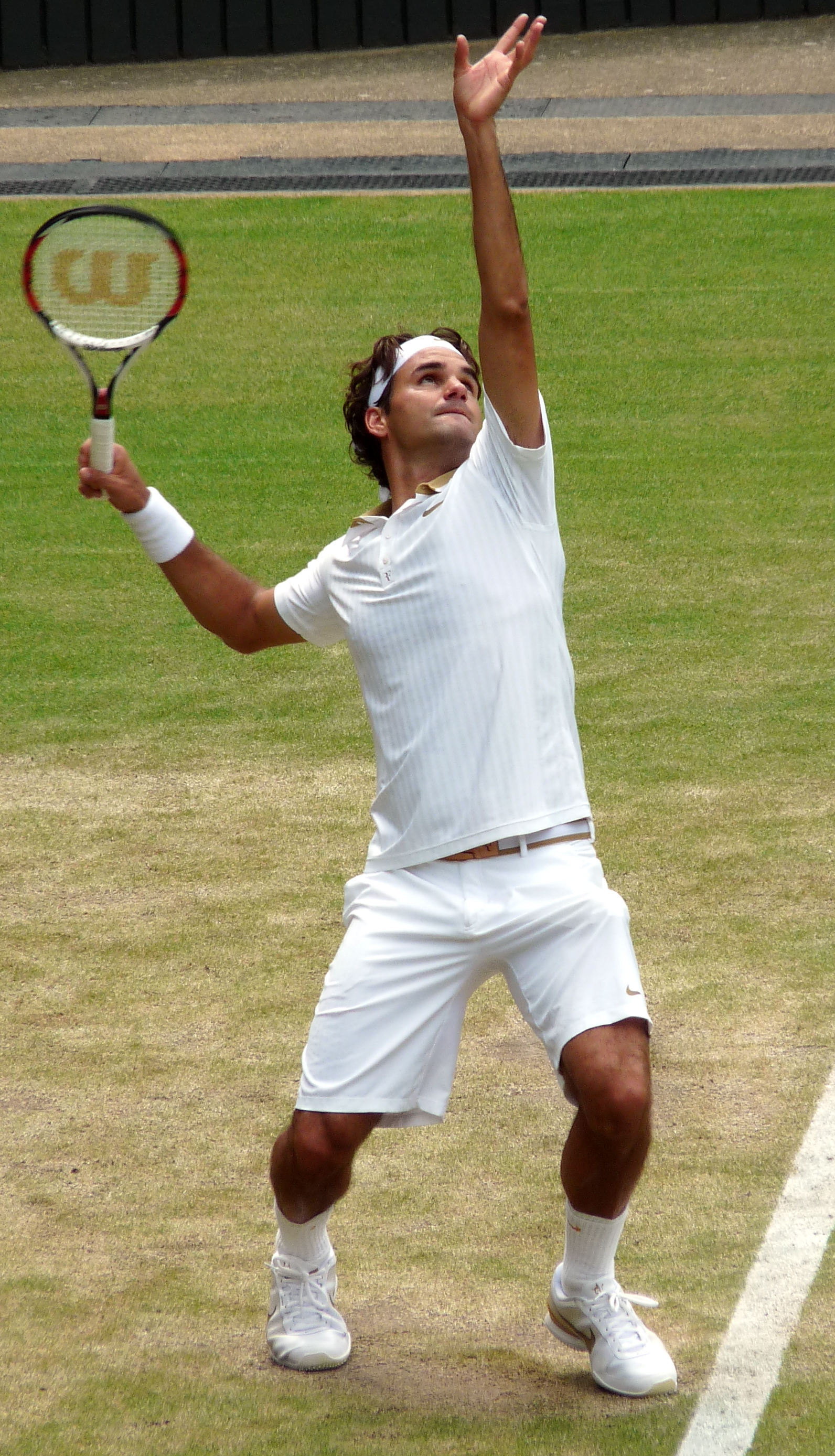
Roger Federer Švýcarsko - 5× vítěz.
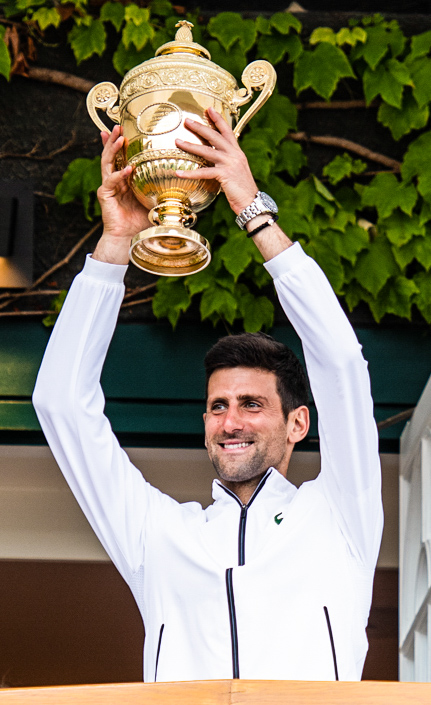
Novak Djoković Srbsko - 5× vítěz.
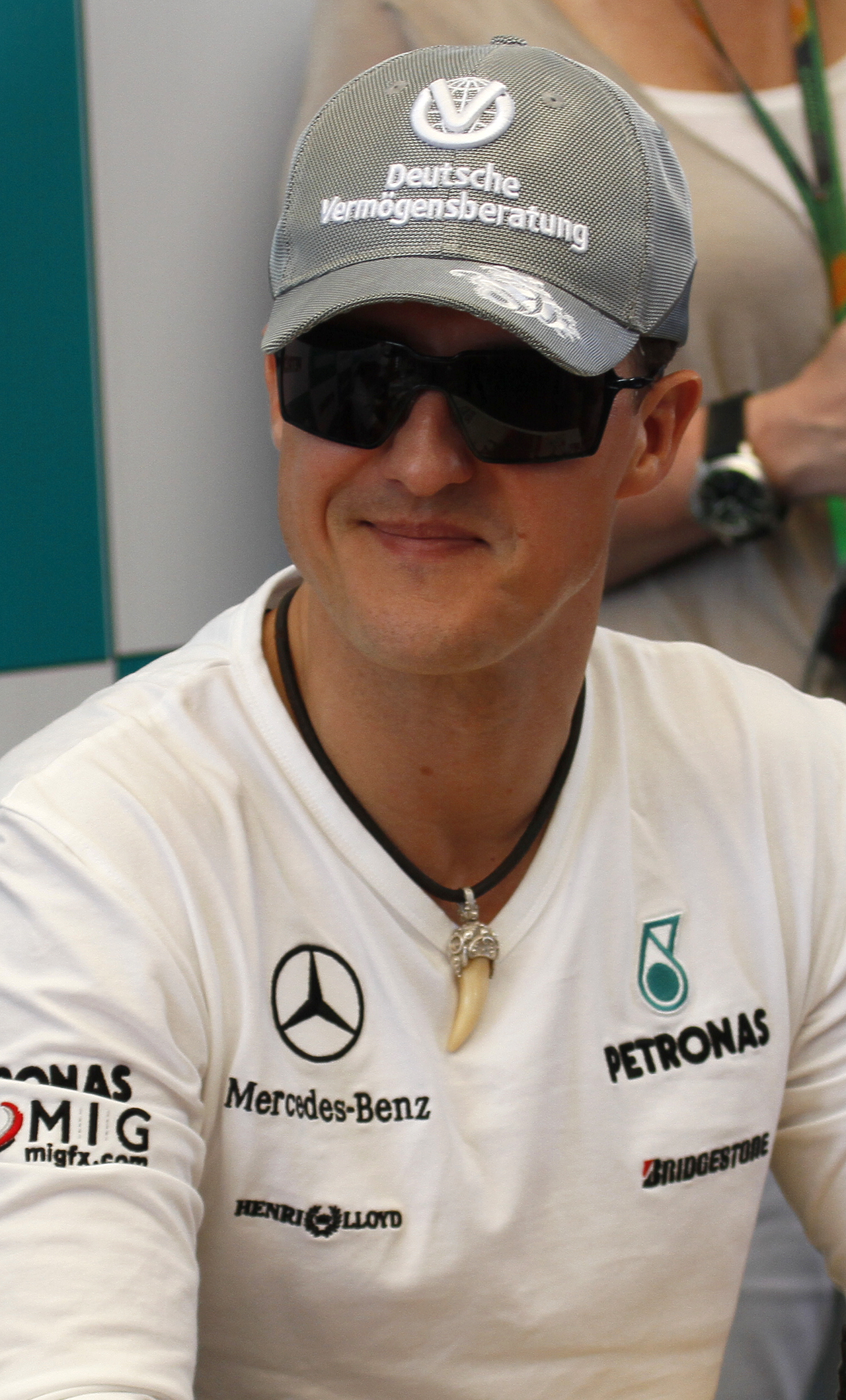
Michael Schumacher Německo - 3× vítěz.
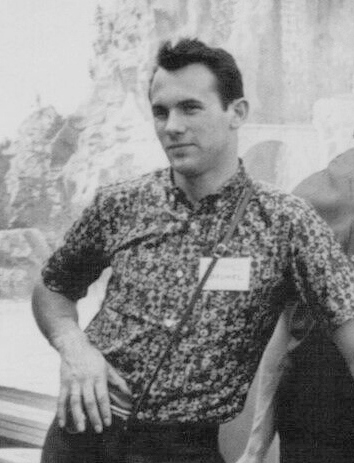
Valerij Brumel Sovětský svaz - 3× vítěz.

## Seznam vítězů
| Rok  | Země               | Jméno                  |
| ---- | ------------------ | ---------------------- |
| 1958 | Polsko             | Zdzisław Krzyszkowiak  |
| 1959 | Sovětský svaz      | Vasilij Kuzněcov       |
| 1960 | Sovětský svaz      | Jurij Vlasov           |
| 1961 | Sovětský svaz      | Valerij Brumel         |
| 1962 | Sovětský svaz      | Valerij Brumel (2)     |
| 1963 | Sovětský svaz      | Valerij Brumel (3)     |
| 1964 | Sovětský svaz      | Lidija Skoblikovová    |
| 1965 | Francie            | Michel Jazy            |
| 1966 | Polsko             | Irena Szewińská        |
| 1967 | Francie            | Jean-Claude Killy      |
| 1968 | Francie            | Jean-Claude Killy (2)  |
| 1969 | Belgie             | Eddy Merckx            |
| 1970 | Belgie             | Eddy Merckx (2)        |
| 1971 | Finsko             | Juha Väätäinen         |
| 1972 | Finsko             | Lasse Virén            |
| 1973 | Východní Německo   | Kornelia Enderová      |
| 1974 | Polsko             | Irena Szewińská (2)    |
| 1975 | Východní Německo   | Kornelia Enderová (2)  |
| 1976 | Rumunsko           | Nadia Comaneciová      |
| 1977 | Východní Německo   | Rosemarie Ackermannová |
| 1978 | Sovětský svaz      | Vladimir Jaščenko      |
| 1979 | Spojené království | Sebastian Coe          |
| 1980 | Sovětský svaz      | Vladimir Salnikov      |
| 1981 | Spojené království | Sebastian Coe (2)      |
| 1982 | Spojené království | Daley Thompson         |
| 1983 | Československo     | Jarmila Kratochvílová  |
| 1984 | Německo            | Michael Gross          |
| 1985 | Sovětský svaz      | Sergej Bubka           |
| 1986 | Východní Německo   | Heike Drechslerová     |
| 1987 | Irsko              | Stephen Roche          |
| 1988 | Německo            | Steffi Grafová         |
| 1989 | Německo            | Steffi Grafová (2)     |
| 1990 | Švédsko            | Stefan Edberg          |
| 1991 | Německo            | Katrin Krabbeová       |
| 1992 | Spojené království | Nigel Mansell          |
| 1993 | Spojené království | Linford Christie       |
| 1994 | Norsko             | Johann Olav Koss       |
| 1995 | Spojené království | Jonathan Edwards       |
| 1996 | Rusko              | Světlana Mastěrkovová  |
| 1997 | Švýcarsko          | Martina Hingisová      |
| 1998 | Finsko             | Mika Häkkinen          |
| 1999 | Rumunsko           | Gabriela Szabóová      |
| 2000 | Nizozemsko         | Inge de Bruijnová      |
| 2001 | Německo            | Michael Schumacher     |
| 2002 | Německo            | Michael Schumacher (2) |
| 2003 | Německo            | Michael Schumacher (3) |
| 2004 | Švýcarsko          | Roger Federer          |
| 2005 | Švýcarsko          | Roger Federer (2)      |
| 2005 | Rusko              | Jelena Isinbajevová    |
| 2006 | Švýcarsko          | Roger Federer (3)      |
| 2007 | Švýcarsko          | Roger Federer (4)      |
| 2008 | Španělsko          | Rafael Nadal           |
| 2009 | Švýcarsko          | Roger Federer (5)      |
| 2010 | Španělsko          | Rafael Nadal (2)       |
| 2011 | Srbsko             | Novak Djoković         |
| 2012 | Německo            | Sebastian Vettel       |
| 2013 | Německo            | Sebastian Vettel (2)   |
| 2014 | Spojené království | Lewis Hamilton         |
| 2015 | Srbsko             | Novak Djoković (2)     |
| 2016 | Portugalsko        | Cristiano Ronaldo      |
| 2017 | Portugalsko        | Cristiano Ronaldo      |
| 2018 | Srbsko             | Novak Djoković (3)     |
| 2019 | Spojené království | Lewis Hamilton (2)     |
| 2020 | Polsko             | Robert Lewandowski     |
| 2021 | Srbsko             | Novak Djoković (4)     |
| 2022 | Polsko             | Iga Świąteková         |
| 2023 | Srbsko             | Novak Djoković (5)     |
| 2024 | Francie            | Léon Marchand          |